# Jonson Clarke-Harris
Pour les articles homonymes, voir Jonson.
Jonson Scott Clarke-Harris, né le 20 juillet 1994 à Leicester, est un footballeur jamaïcain qui évolue au poste d'attaquant.

## Biographie
Le 28 novembre 2015, il inscrit avec Rotherham un doublé en Championship, lors d'un match contre Bristol City (victoire 3-0).
Le 31 janvier 2019, il rejoint Bristol Rovers.
Le 27 août 2020, il rejoint Peterborough United.

## Palmarès

### En club
- Peterborough United
  - Vice-champion d'Angleterre de D3 en 2021.

### Distinctions personnelles
- Nommé meilleur joueur de D3 anglaise par l'EFL en 2021
- Meilleur buteur de D3 anglaise par l'EFL en 2021 et 2023
- Membre de l'équipe-type de EFL League One en 2021 et 2023[3]